# Breda Siderurgica

Breda Siderurgica S.p.A. était une importante entreprise sidérurgique italienne créée par le groupe privé E. Breda en 1916 à Sesto San Giovanni, dans la banlieue de Milan. Pendant la période fasciste, entre 1922 et 1943, la société était le sixième producteur d'acier d'Italie avec, à son catalogue, plus de 150 types d'aciers spéciaux.

## Histoire

### Les origines
Afin de satisfaire son besoin en acier pour garantir l'activité de toutes ses divisions industrielles, la "Società Italiana Ernesto Breda" construisit, en 1916, une aciérie à Sesto San Giovanni, à l'époque loin de Milan, qui sera la Section IV de la société mère.
L'aciérie disposait de 2 fours Martin Siemens et d'un banc de laminage qui lui permettait de produire 40.000 tonnes d'acier par an à partir de ferrailles, ce qui faisait de l'entreprise le sixième producteur italien d'aciers spéciaux avec plus de 150 types différents. 

## Breda Siderurgica S.p.A.
En 1951, la division sidérurgique devient une société indépendante Breda Siderurgica S.p.A.. Sous la pression du gouvernement italien de l'époque, en 1959, la société est intégrée dans le grand pôle sidérurgique d'Etat, Finsider, qui va utiliser son site industriel pour les productions de haute qualité. Breda Siderurgica a plusieurs fours électriques de dernière génération pour produire de la fonte, six fours pour les aciers spéciaux, plusieurs trains de laminage à chaud et à froid ainsi qu'une tréfilerie. 
L'évolution des structures de l'industrie d'Etat italienne voit le site industriel de la société rattaché, en 1971, au groupe EGAM-Ente Gestione Attività Minerarie Groupement de Gestion des Activités Minières. Une coopération s'instaure avec la Società Nazionale Cogne S.p.A., aussi créée en 1916 et filiale d'EGAM implantée dans le Val d'Aoste et intervenant dans le même secteur industriel. En 1975, la société compte un effectif de 3.650 salariés. 
En 1981, l'ensemble fusionne pour créer la Nuova SIAS S.p.A. qui devient, en 1984, une filiale du mastodonte d'Etat IRI, via la branche Deltasider, regroupant les usines sidérurgiques spécialisées dans les produits laminés longs spéciaux de la holding Finsider, branche sidérurgique de l'IRI. 
En 1985, les directives européennes sur la privatisation forcée de tous les secteurs industriels impose aux sociétés d'Etat, comme l'IRI, de se saborder. Avec 2.600 salariés, l'entreprise est florissante et suscite donc l'intérêt de plusieurs entreprises privées qui voudraient profiter des injonctions de Bruxelles et vont jusqu'à faire des offres de rachat que Finsider refuse pour éviter qu'elle ne vienne concurrencer l'usine Deltasider de Piombino. 
En 1988, la sidérurgie italienne est privatisée, cédée au groupe Riva SpA et renait sous le nom Ilva SpA. En 1992, l'ancien site sidérurgique Breda Siderurgica de Sesto San Giovanni ferme ses portes, en raison des mesures de protection de l'environnement vu que le site est maintenant aux portes de Milan et sa banlieue. 